# Krissie Illing

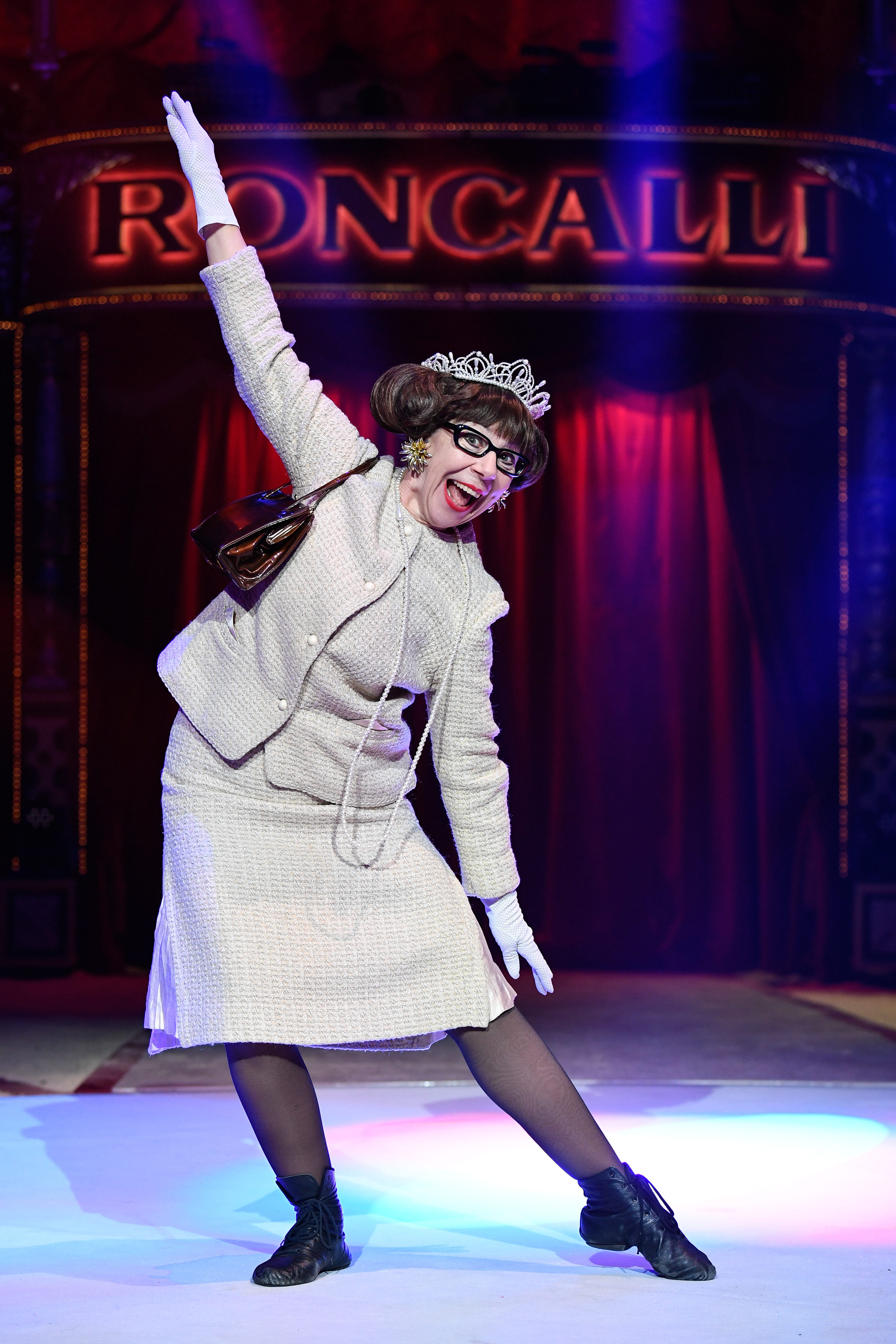
Krissie Illing en Circus Roncalli (2022)

Krissie Illing (Inglaterra, 8 de diciembre de 1956)es una bailarina, mimo, payasa, comediante y ventrílocua inglesa,considerada una de las mejores comediantes británicas de su tiempo.

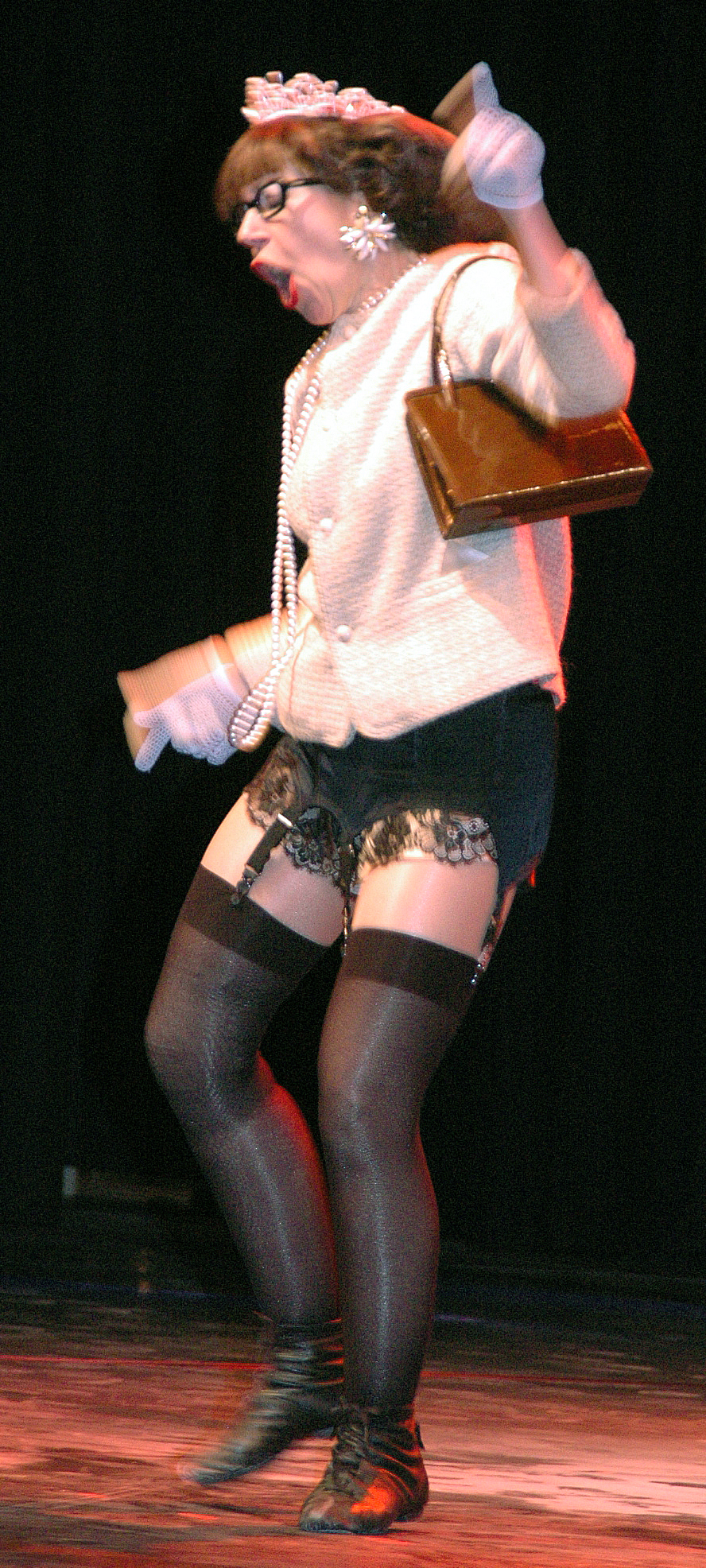
Krissie Illing actuando en Freiburg-Kulturbörse (2007)

## Trayectoria
Cuando era niña, Illing estudió ballet. Más adelante, estudió danza en la Royal Academy of Dance de Londres y claqué y jazz en el Covent Garden Dance Centre. 
En 1980 se asoció con Patti Webb y juntas actuaron como artistas callejeras en los jardines de Covent Garden y en clubes nocturnos de Londres. En 1982 viajó a París donde adquirió estudios en la técnica de mimo corporal en la escuela de Étienne Decroux en Boulogne-Billancourt. 
De regreso a Londres, en 1984, conoció a Mark Britton, formaron el dúo cómico Nickelodeon y crearon a sus dos personajes burlescos "Wilma" y "William". El dúo fue un éxito de crítica y público. En 1985 ganaron el premio Artista Callejero del Año de Londres. La grabación de este evento fue transmitida por Channel 4.
El primer espectáculo de larga duración que realizaron fue Did you see that?, con el que ganaron el premio Critics' Choice Award en el Festival de Edimburgo en 1986. A partir de ese momento comenzaron a actuar en Nueva York, Montreal, Vancouver, Hong Kong, Tokio, Nagasaki, Barcelona y Dublín, entre otros lugares, y fueron invitados a muchos festivales.
En 1990, el canal alemán Westdeutscher Rundfunk pidió Illing y Britton que produjeran una comedia para la televisión alemana. Presentaron Dinner for Two, dirigida por René Bazinet. "Wilma" y "William" se convirtieron en uno de los dúos cómicos más populares de Alemania y fueron aclamados por el público y la prensa. Actuaron en escenarios de cabaré de Alemania, como: Fliegende Bauten Hamburgo, Tipi Berlin, Senftöpfchen Coloniay Comödie Dresden. Luego, le siguió la obra Great Lovers in History. Ambos espectáculos se televisaron y proyectaron en cines. Produjeron, además, Sally y Sam, también para Westdeutscher Rundfunk, que fue una serie educativa para que alumnos de primaria alemanes aprendieran el idioma inglés.
A principios del año 2000, el dúo Nickelodeon se disolvió. Illing y Britton continuaron sus carreras en solitario.
El primer espectáculo en solitario de Illing fue Wilma's Wonderful Laundrette y se estrenó en 2001 en Vaour, en el Teatro La Commanderie. Luego, actuó en varios escenarios de Francia y fue invitada a varios festivales, como el Femin'arte de Antibes, el Festival des Arts Burlesques de Saint Étienne, el Festival Porte-bonheur de Yverdon-les-Bains y el Festival de Arosa.
Con su segundo espectáculo individual Wilma's Jubilee, también cosechó éxito y buenas críticas. Su espectáculo Blind Date, reúne casi todas las características del teatro del absurdo: utiliza matices de expresión facial, cruza a menudo la línea entre la comedia y la tragedia y muestra tristeza en lo que parece hilarante.
En Alemania conoció a la comediante Astrid Gloria y juntas crearon una pieza llamada Comedy Ladies' Night. Entre 2002 y 2008 actuaron en Alemania bajo el nombre de Wilde Weiber (en español, Mujeres Salvajes).
En 2005, Illing y Britton reunieron al dúo Nickelodeon y presentaron una nueva versión de Great Lovers in History y también el espectáculo navideño Christmas Dinner for Two.
Entre 2006 y 2008 actuó en el Teatro ZinZanni Spiegeltent durante varios meses y en Estados Unidos en las ciudades de Seattle y San Francisco, representando una parodia de la reina Isabel II de Gran Bretaña, que combinaba varios estilos de baile, un medio estriptis y un split completo, revelando cómo las limitaciones del protocolo convierten a una persona en una marioneta y le sofocan su vitalidad. En 2009, actuó como invitada en el espectáculo Frau Jahnke hat eingeladen de Gerburg Jahnke. Un año más tarde, en 2010 se presentó en el Festival d'humour et de café théâtre de Rocquencourt y recibió el premio del público y otro, en Berlín.
En 2012, estuvo de gira con Nickelodeon y el espectáculo Costa del Love, donde "Wilma" y "William" interpretan su segunda luna de miel en España, intentando reavivar la chispa del deseo marital y, al mismo tiempo, luchando contra las adversidades modernas del GPS multilingüe, los mosquitos y las hernias discales. En 2014, Illing y Britton seguían representando Christmas Dinner for Two.
En 2016 actuó en el Roncalli Varietè Apollo y más tarde, como parte del programa de The best is good enough, diseñado para celebrar el 40 aniversario de Circus Roncalli y el 25 aniversario de Panem et Circenses de Roncalli. Un año más tarde, en 2017 se presentó junto a Microband de Italia, Peter Shub de Estados Unidos y Stefan Wirkus de Alemania, en el MIMUSE Maxi Mix, el espectáculo inaugural del mayor festival de cabaré de Alemania, MIMUSE.
En 2022, volvió a actuar con el Circus Roncalli en All for Art for all, junto a los payasos carablanca Gensi, Anatoli Akerman, Paolo Carillon & Nox y Johnny Rico. En 2023, Illing junto a Patti Basler, Patrizia Moresco, Katie Freudenschuss y Dagmar Schönleber, crearon Comedy Sisters.
También, ha trabajado con Dieter Hallervorden en una película para televisión, y en varios programas de televisión en Alemania, Suiza y Bélgica.Illing vive en Vaour, sur de Francia, con su marido, el malabarista británico Chris Adams. Tienen dos hijos.

## Reconocimientos

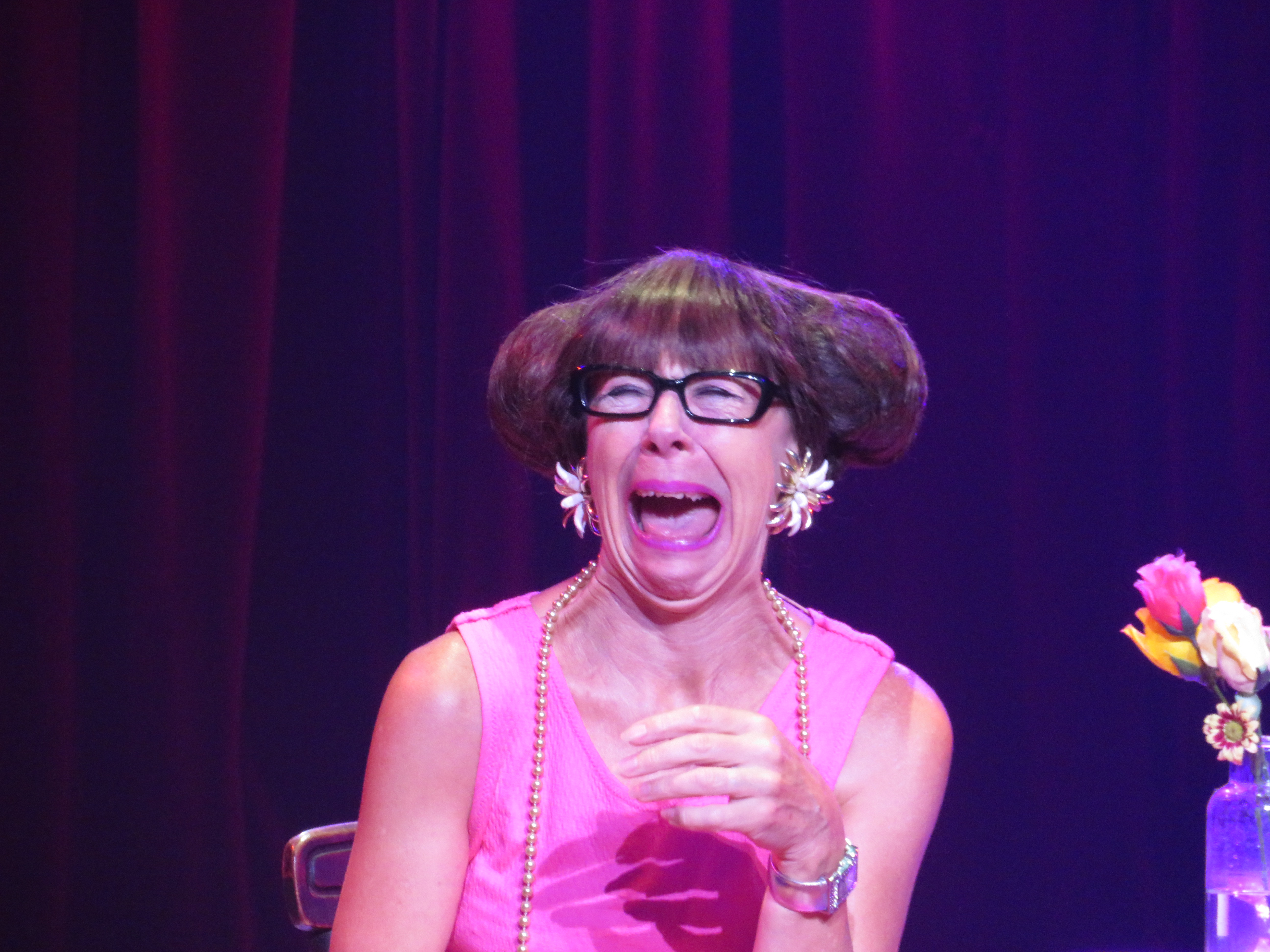
Actuación de Krissie Illing

### Con Nickelodeon
- 1985 - Time Out Entertainer's Festival, Artista del año de Covent Garden Street.
- 1986 - Festival de Edimburgo: Premio de la crítica.

### Como Solista
- 2003 - Das große Kleinkunstfestival, Berlín.
- 2010 - Festival d'humour et de café théâtre de Rocquencourt, Premio del Público.